# 达什札布
达什札布（1880年—1924年），蒙古族，出生於喀爾喀蒙古土謝圖汗部（今蒙古國中央省烏格塔勒蘇木），曾任额尔德尼商卓特巴衙门的毕里克图公爵达喇嘛。

## 生平
清朝末年，达什札布任额尔德尼商卓特巴衙门达喇嘛。根据宣统二年（1910年）、宣统三年（1911年）的史料，当时，该衙门的达喇嘛为达什札布，副达喇嘛为车林齐密特。
1914年9月8日至1915年6月7日，恰克图会议召开。期间，从1914年9月初到11月中旬，外蒙古专使为第二任大蒙古国内务大臣、额尔德尼商卓特巴衙门的毕里克图公爵达喇嘛达什札布，以及第一任大蒙古国财政大臣、清朝土谢图汗部盟长、左翼后旗札萨克镇国公、时任左翼后旗札萨克土谢图亲王的察克都尔扎布。1914年11月中旬，达什札布因病返回库伦，外蒙古方面乃改派博克多汗的亲信、司法部副大臣、额尔德尼卓囊贝子希尔宁达木定为首席专使。
1915年，达什札布被免去内务大臣职务。其职位被巴德玛多尔济继任。